# Хайнрих фон Саксония-Лауенбург
Хайнрих фон Саксония-Лауенбург (на немски: Heinrich von Sachsen-Lauenburg; * 1 ноември 1550; † 22 април 1585, Бремерфьорде) от род Аскани, принц от Саксония-Лауенбург, е непризнат от римската църква княжески архиепископ на Бремен (Хайнрих III), княз-епископ на Оснабрюк (Хайнрих II) и на Падерборн (Хайнрих IV).

## Живот
Той е син на протестантския херцог Франц I фон Саксония-Лауенбург (1510 – 1581) и съпругата му Сибила Саксонска (1515 – 1592), дъщеря на херцог Хайнрих IV от Саксония.
Хайнрих следва в университета в Кьолн. През 1566 г. протестантите го избират за архиепископ на Бремен (Хайнрих III), което не е признато от папа Пий V.
Хайнрих е избран през 1574 г. за княжески епископ в Оснабрюк (Хайнрих II). За Рим той е администратор на архиепископство Бремен и на епископия Оснабрюк.
Той се жени тайно на 25 октомври 1575 г. в Хаген им Бремишен за Анна Бетцдорф, или фон Бройч. Тя е дъщеря на неговия кьолнски ментор професора по право д-р Бетцдорф.
На 14 октомври 1577 г. Хайнрих е избран за епископ на Падерборн (Хайнрих IV), без да е признат от папата.
На Цветница 1585 г. княжеският епископ Хайнрих пада от коня си след евангелийската църковна служба в Бремерфьорде и умира малко след това.